# Гордон, Григорий Борисович

Книга Гордона об Э. Гилельсе

Григо́рий Бори́сович Гордо́н (15 февраля 1936, Москва — 8 февраля 2020, там же) — советский и российский пианист, педагог, профессор РАМ имени Гнесиных, музыкальный писатель.

## Биография
Родился в Москве. Учился в музыкальной школе Краснопресненского района Москвы по специальности «фортепиано» у Е.В. Мажаровой. Из 3-го класса был принят в 5-й класс специальной музыкальной школы-десятилетки при Музыкально-педагогическом институте имени Гнесиных к В.В. Листовой. После окончания школы поступил в Гнесинский институт в класс выдающегося пианиста и педагога Генриха Нейгауза, по окончании института поступил в аспирантуру к Нейгаузу и успешно ее окончил.
В 1957 году стал лауреатом Московского международного фестиваля молодежи и студентов.
В 1959-1962 гг. работал преподавателем фортепиано в Брянском музыкальном училище, где познакомился с приезжавшим на гастроли великим пианистом Эмилем Гилельсом. Впоследствии знакомство переросло в дружбу.
После окончания аспирантуры стал преподавателем Музыкально-педагогического института имени Гнесиных, позднее – профессор Российской Академии музыки имени Гнесиных. Среди его студентов и выпускников – лауреаты многих всероссийских и международных конкурсов, пианисты и фортепианные педагоги, успешно работающие в России и многих других странах.
Григорий Гордон выступал с концертами в Москве и многих городах СССР/ России, а также за рубежом.
Григорий Борисович Гордон - автор многих статей о фортепианном искусстве и педагогике в сборниках научных трудов, а также аннотаций к пластинкам, рецензий в журналах «Советская музыка» / «Музыкальная академия» и других. Он является автором шести книг,  четыре из которых посвящены великому  пианисту Эмилю Гилельсу.
Наиболее известная книга Г.Б. Гордона – «Эмиль Гилельс / За гранью мифа», изданная «Классикой – XXI» в 2007 г. С выхода этой книги началось возрождение в России имени и славы одного из величайших пианистов XX века и всей истории исполнительского искусства – Эмиля Гилельса.
Г.Б. Гордон также является автором статей о своем учителе Генрихе Нейгаузе (опубликованы в сборнике статей и материалов по истории и теории фортепианного искусства «Волгоград – фортепиано – 2000, сборнике воспоминаний о Г.Г. Нейгаузе, 2002 и книге Г.Б. Гордона «Прошедшее прошло», 2014.); воспоминаний о композиторе О.К. Эйгесе и художнике А.Д. Тихомирове («Прошедшее прошло»); о композиторе А.К. Глазунове («Волгоград – фортепиано – 2004») и статьи об искусстве интерпретации «Исполнитель и авторский текст» («Волгоград – фортепиано – 2008»). Ему принадлежит книга афоризмов о музыке и исполнительстве «Выжимки бессонниц или Заметки вразброс», 2017.
Участник документальных фильмов и телепередач об Э. Гилельсе и А. Тихомирове, в том числе «Нескучная классика» и «Абсолютный слух», многих встреч с читателями и конференций.
Г.Б. Гордон до последних дней жизни работал над последней книгой о Гилельсе: «Музыкальные лабиринты. Эмиль Гилельс», вышедшей в феврале 2020 г. Она представляет собой расширенный вариант вышедших ранее книг: "Эмиль Гилельс и другие" и "Вокруг Гилельса". 
Умер 8 февраля 2020 года в Москве. Похоронен на Донском кладбище.